# Rodder (Niederzissen)
Rodder ist ein Ortsteil der Ortsgemeinde Niederzissen im rheinland-pfälzischen Landkreis Ahrweiler.
Der Ort Rodder, früher ein Ortsteil der Ortsgemeinde Niederdürenbach, wurde am 1. Januar 1979 in die Gemeinde Niederzissen eingegliedert. Im Ortsteil Rodder leben 145 Einwohner.
Genaue Angaben über den Zeitpunkt der ersten Besiedlung gibt es nicht.
2009 erreichte der Ortsteil Rodder den zweiten Platz des vom Landkreis Ahrweiler veranstalteten Wettbewerbs „Unser Dorf hat Zukunft“.